# 남양주시 갑
남양주시 갑은 대한민국의 국회의원 선거구이다. 경기도 남양주시의 일부 지역을 관할한다. 현 지역구 국회의원은 더불어민주당의 최민희이다.

## 역사
제17대 국회의원 선거를 앞두고 남양주시 선거구가 갑, 을로 분구되면서 신설되었다.
제20대 국회의원 선거를 앞두고 남양주시의 인구 증가로 인해 남양주시 병 선거구가 신설되었다. 이에 금곡동, 양정동, 와부읍, 조안면이 신설되는 남양주시 병 선거구로 편입되었다.

## 관할 구역
| 대수      | 관할 구역                                                               |
| --------- | ----------------------------------------------------------------------- |
| 17대~19대 | 남양주시 와부읍, 화도읍, 수동면, 조안면, 호평동, 평내동, 금곡동, 양정동 |
| 20대~     | 남양주시 화도읍, 수동면, 호평동, 평내동                                 |

## 역대 국회의원
| 선거   | 정당 | 정당         | 의원   |
| ------ | ---- | ------------ | ------ |
| 2004년 |      | 열린우리당   | 최재성 |
| 2008년 |      | 통합민주당   | 최재성 |
| 2012년 |      | 민주통합당   | 최재성 |
| 2016년 |      | 더불어민주당 | 조응천 |
| 2020년 |      | 더불어민주당 | 조응천 |
| 2024년 |      | 더불어민주당 | 최민희 |

## 역대 선거 결과

### 대한민국 제17대 국회의원 선거
|  | 39.76% |

|  | 32.23% |

|  | 16.87% |

|  | 5.68% |

|  | 5.43% |

### 대한민국 제18대 국회의원 선거
|  | 45.15% |

|  | 44.32% |

|  | 9.22% |

|  | 1.29% |

### 대한민국 제19대 국회의원 선거
|  | 53.27% |

|  | 41.85% |

|  | 1.94% |

|  | 1.89% |

|  | 1.02% |

### 대한민국 제20대 국회의원 선거
|  | 40.07% |

|  | 39.77% |

|  | 16.53% |

|  | 2.76% |

|  | 0.84% |

### 대한민국 제21대 국회의원 선거
|  | 57.95% |

|  | 38.11% |

|  | 2.81% |

|  | 0.65% |

|  | 0.45% |

### 대한민국 제22대 국회의원 선거
|  | 51.08% |

|  | 35.73% |

|  | 13.18% |